# Arthur Polony
Arthur Polony (* 1. März 1880 in Kronstadt, Königreich Ungarn, Österreich-Ungarn; † 27. März 1943 in Brașov, Königreich Rumänien) war ein rumänischer Politiker, Jurist und Journalist aus der deutschsprachigen Minderheit der Siebenbürger Sachsen.

## Leben
Nach Besuch des Kronstädter Honterus-Gymnasiums studierte Polony von 1895 bis 1905 Rechts- und Staatswissenschaften an den Universitäten in Prešov, Klausenburg, Budapest und Wien. Hierauf arbeitete er als Notar und Rechtsanwalt in seiner Heimatstadt Kronstadt und übte mehrere Ämter in der Lokalverwaltung aus. Von 1910 bis 1918 war er Chefredakteur der Kronstädter Zeitung und gab etliche Publikationen in deutscher Sprache zu ökonomischen Themen heraus, darunter die Siebenbürgische Industrie und Handelszeitung. Polony setzte sich 1918 für die Vereinigung Siebenbürgens mit dem Königreich Rumänien ein. Als Mitglied des Deutschen-sächsischen Nationalrats überreichte er dem Rumänischen Zentralrat Anfang 1919 die Denkschrift, in der die Siebenbürger Sachsen dem Anschluss an den rumänischen Nationalstaat zustimmten, was die Position der Rumänen in den Pariser Verhandlungen stärkte und zur internationalen Anerkennung Großrumäniens beitrug. Polony wurde Abgeordneter (1919–1920) und Senator (1920–1927) im rumänischen Parlament, wo er sich insbesondere wirtschaftspolitischen Anliegen widmete. Daneben wirkte er in Organisationen der siebenbürgischen Wirtschaft; von 1919 bis 1931 war er Direktor des Bundes der Siebenbürger Industriellen.